# Serge de Lenz
Pour les articles homonymes, voir Lenz.
Serge Henri Louis de Lenz, né le 7 novembre 1892 à Paris 17e et mort le 11 septembre 1945 à Issy-les-Moulineaux, est un aventurier français.
Connu pour ses cambriolages et escroqueries, il est passé à la postérité sous l'appellation de « gentilhomme-cambrioleur », allusion au célèbre personnage d'Arsène Lupin créé par Maurice Leblanc à la même époque.

## Biographie
Fils d'Eugène de Lenz, banquier d'origine russo-balte, et de Marie Pontez, il fait des études au lycée Condorcet. Le 1er avril 1912, Serge de Lenz signe un contrat de cinq ans comme engagé volontaire dans la cavalerie, au 13e régiment de chasseurs. Le 7 février 1913, il est réformé médical no 2 pour "hystéries et crises nerveuses constatées" et rayé des contrôles le 11 février suivant. Un certificat de "bonne conduite" lui est accordé. Livré à lui-même, Serge de Lenz multiplie ensuite les délits. Il n'a que 21 ans lorsqu'il est condamné à dix mois de prison pour vol de voiture.

### Pendant la Première Guerre mondiale (1914-1918)
Reconnu bon pour le service armé en 1914, il est affecté le 12 août 1914 au 19e escadron du train et employé aux ateliers de réparation automobile du camp retranché de Paris. Passé le 3 janvier 1915 au Magasin central automobile à Paris, il est affecté le 3 février 1915 au 4e bataillon d'infanterie légère d'Afrique, en Tunisie, en raison de ses antécédents judiciaires. Toutefois, il ne rejoint cette unité que le 17 avril 1915, ayant été maintenu à la prison militaire de Paris où le service médical diagnostique chez lui des "crises hystéroformes très dangereuses". Le 26 mai 1915, il passe du Bat' d'Af' au 3e escadron du train de Tunis. Le 23 juillet 1915 il est ensuite affecté au 13e régiment d'artillerie (service automobile). Il est déclaré déserteur le 13 septembre 1915. Il est finalement arrêté le 29 janvier 1916 et incarcéré à la prison militaire de Paris. Dès le mois d'avril, il se porte volontaire pour servir au front. Sa demande est finalement acceptée et il est affecté au 3e bataillon d'Afrique le 10 juillet 1917. Le bataillon appartient à la 45e division, laquelle combat en janvier et février dans les secteurs de Courcy et Bétheny. Le 24 février 1918, Serge de Lenz est décoré de la Croix de guerre 14-18 avec citation à l'ordre de la division (étoile d'argent) pour le motif suivant : "Le 13 février 1918, son chef de section et les caporaux étant tombés sous un violent bombardement, a pris le commandement de la section en pleine attaque, s'est porté de sa personne aux endroits menacés et a contribué par son exemple à faire échouer le coup de main ennemi. Est parti ensuite de la tranchée et a ramené dans nos lignes le corps d'un Allemand resté dans les fils de fer." Serge de Lenz est promu caporal le 20 février 1918. Il est de nouveau déclaré déserteur le 7 juillet 1918. Il est définitivement réformé no 2 le 3 mars 1919 pour causes de "psychopathie, obsessions, impulsions".

### Le gentilhomme cambrioleur
Après 1918, il se spécialise dans les cambriolages d'appartements dans les beaux quartiers. À l'occasion gigolo bisexuel, il escroque et fait chanter ses conquêtes. Il passe aux assises en février 1923 pour vols qualifiés et recel et est condamné à dix ans de prison ferme. Il bénéficie d'une libération conditionnelle en avril 1931 et sort de la prison centrale de Melun. Interdit de séjour en Île-de-France, il part pour le Nord et s'installe à Dieppe.
Il y rencontre un peintre américain, personnage interlope qui se fait appeler « comte de Guise-Hitte ». En l'écoutant au fil des semaines parler de sa fortune, il ne tarde pas à comprendre tout le parti qu'il peut en tirer. Lenz séduit le peintre qui, sans méfiance, lui révèle l'emplacement du coffre-fort dans un placard de sa villa. Cambriolage fin octobre 1931 et fuite en Belgique. Extradé par les autorités belges, il est condamné par les assises à dix ans et à la relégation pour vol qualifié en mai 1934 par le jury de la Seine-Inférieure. Un vice de procédure - l'omission de deux noms de témoins par le président de la cour - fait casser le jugement. Il est rejugé en janvier 1935 devant la cour d'assises de l'Eure à Évreux. Il est libéré en décembre 1936. Des menus larcins rythment sa vie jusqu'à son enfermement au camp de Rouillé, puis son évasion avec Faivre en décembre 1941.

### À Paris sous l'Occupation

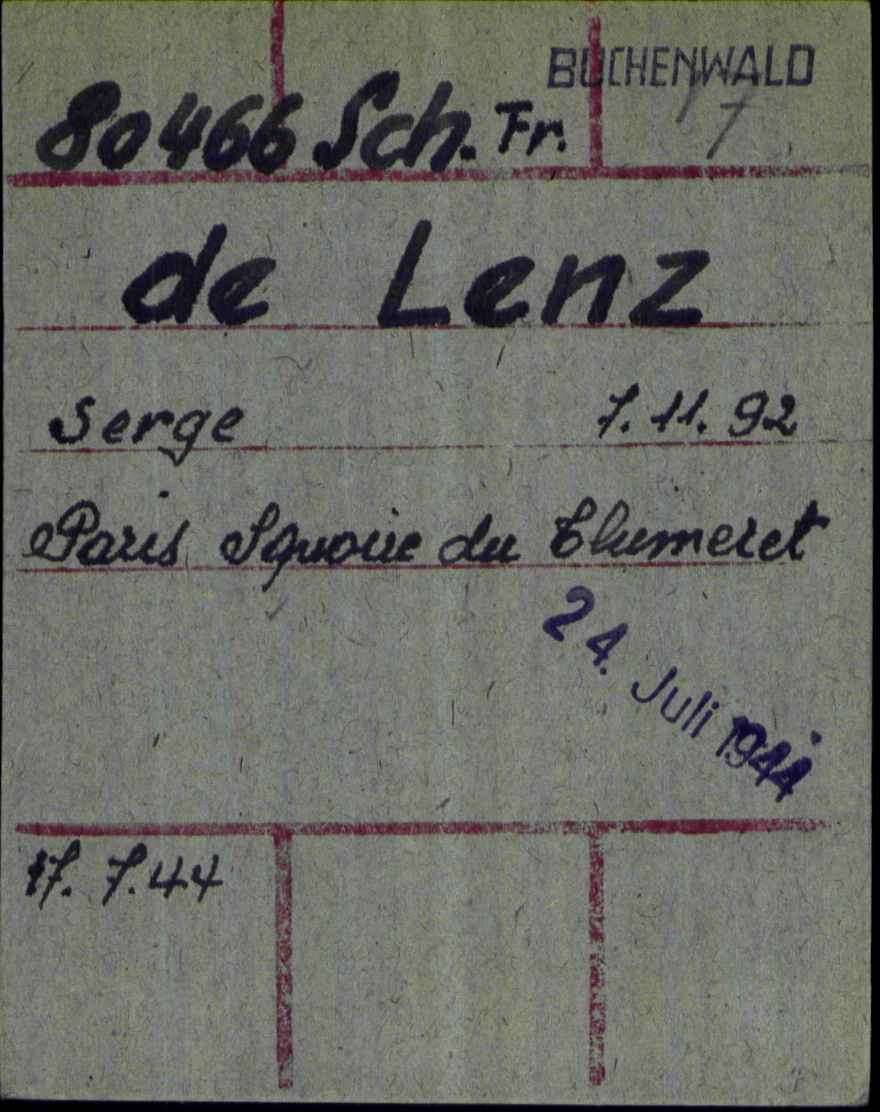
Carte d'enregistrement de prisonnier à Buchenwald de Serge de Lenz.

Il retourne à Paris, devenue sous l'Occupation allemande le paradis des malfrats. La capitale grouille de trafiquants au marché noir et de faux policiers. Dans cet environnement propice, Serge de Lenz trouve vite ses marques. Il rejoint la bande de Rudy de Mérode et s'occupe plus particulièrement d'organiser le racket des cabarets et autres lieux de nuit.
En février 1943, un particulier vient se plaindre auprès de Henri Lafont d'un vol de 300 louis d'or et d'avoir été molesté par des hommes affirmant être de la Carlingue. Après enquête interne, il s'avère que les coupables étaient des hommes de la bande de Mérode dont Serge de Lenz faisait partie. Explication orageuse entre les deux chefs de bande. À la suite de nouveaux incidents, Henri Lafont fait arrêter toute l'équipe de Neuilly par la police allemande et exige leur déportation.
Lenz est incarcéré à Fresnes avant d'être déporté pendant deux ans à Oranienburg, puis à Buchenwald.
Libéré par les Américains, Lenz revient à Paris en 1945, mais les temps ont changé pour la pègre. Il reprend cependant sa vie impasse Compans à Belleville et récupère son magot caché avant sa déportation. N'ayant malheureusement pas perdu ses mauvaises habitudes, il tente de voler un de ses nouveaux compagnons du milieu. Battu à mort par celui-ci, il meurt à la clinique d'Issy-les-Moulineaux le 11 septembre 1945.

## Sources
- Delpèche René, Souvenirs d'un reporter, préface Lazareff, 1947.
- Serge de Lenz : L'Arsène Lupin de l'entre deux guerres, par Roger Le Taillanter, éd. Fleuve noir (Poche), 2006  (ISBN 978-2265000339)
- Les comtesses de la Gestapo, par Cyril Eder, éd. Grasset, 2007  (ISBN 978-2-246-67401-6)
- Les belles années du « milieu » 1940-1944, par Grégory Auda, éd. Michalon, 2002  (ISBN 2-84186-164-3)
- Jean-François Miniac, Flamboyants escrocs de Normandie, Orep, 2012.
- Les Grandes affaires criminelles, trimestriel no 4, juin-juillet-août 2015, 116 pages, long article de Jean-François Miniac sur Serge de Lenz.

Radio :
- France Bleu Haute-Normandie, émission Vu d'ici, entretien avec Richard Gauthier à propos du livre Affaires d'État, Affaires privées (Métive), vendredi 15 mai 2015.